# Хайнрих XXVII (Ройс млада линия)
Хайнрих XXVII Ройс-Шлайц (на немски: Heinrich XXVII Fürst Reuss zu Schleiz jüngere Linie; * 10 ноември 1858 в Гера; † 21 ноември 1928 в Гера) е последният управляващ княз на Ройс-Шлайц, Ройс млада линия (1913 – 1918), регент на старата линия Ройс-Грайц (1902 – 1918) и пруски генерал на кавалерията. Той е граф и господар на Плауен, господар на Грайц, Кранихфелд, Гера, Шлайц и Лобенщайн. На 15 октомври 1908 г. Хайнрих XXVII поема регентството в двете княжества.
Той е син на княз Хайнрих XIV Ройс-Шлайц (1832 – 1913) и принцеса Агнес фон Вюртемберг (1835 –1886), дъщеря на херцог Евгений фон Вюртемберг (1788 – 1857) и втората му съпруга принцеса Хелена фон Хоенлое-Лангенбург (1807 – 1880).
Той посещава гимназията в Дрезден и от 1879 до 1880 г. следва в Бон и Лайпциг. След тобва той влиза в пруската войска. От 13 септември 1911 г. той е генерал на кавалерията. Той учатсва в Първата световна война.
Заради Германската ноемврийска революция той трябва да абдикира на 11 ноември 1918 г.

## Фамилия
Хайнрих XXVII Ройс-Шлайц се жени на 11 ноември 1884 г. в Лангенбург за Елиза Виктория Феодора София Аделхайд фон Хоенлое-Лангенбург (* 4 септември 1864, Лангенбург; † 18 март 1929, Гера), дъщеря на княз Херман фон Хоенлое-Лангенбург (1832 – 1913) и принцеса Леополдина фон Баден (1837 – 1903), дъщеря на маркграф Вилхелм фон Баден (1792 – 1859) и херцогиня Елизабет Александрина фон Вюртемберг (1802 – 1864).

- Виктория Феодора Агнес Леополдина Елизабет Ройс (* 21 април 1889, Потсдам; † 18 декември 1918, Росток), омъжена на 24 април 1917 г. в Гера за херцог Адолф Фридрих фон Мекленбург-Шверин (* 10 октомври 1873, Шверин; † 5 август 1969, Еутин), губернатор на Того
- Луиза Аделхайд Ида Хелена Вилхелмина Ройс (* 17 юли 1890, Еберсдорф; † 12 август 1951, Еберсдорф)
- Хайнрих XL Ройс (* 17 септември 1891, Гера; † 4 ноември 1891, Гера)
- Хайнрих XLIII Ройс (* 25 юли 1893, Еберсдорф; † 13 май 1912, Гера)
- Хайнрих XLV Ройс (* 13 май 1895, Еберсдорф; † 1945, изчезнал, обявен за починал 31 декември 1953/5 януари 1962), наследствен принц, член на NSDAP. Начело на цялатата фамилия Ройс става през 1945 г. Хайнрих IV Ройс-Кьостриц (1919 – 2012).

- Хайнрих XXVII княз Ройс
- Съпругата му Елиза с децата им
Виктория и двата сина
- Син му принц Хайнрих XLV Ройс
снимка между 1914 и 1918